# Ortiz de Zárate
Ortiz de Zárate es un apellido compuesto vasco, repartido por España y registrado sobre todo en Álava y Vizcaya. Aunque raro en el conjunto de España, se trata sin embargo del apellido compuesto alavés más frecuente, llevado como primer apellido por más de 500 residentes de Vitoria y Álava (el 39% del total en España) y como segundo por otros tantos.
Su origen se remonta a Fortún (o Hurtado) Sáenz de Salcedo (c. 1160), VI señor de Ayala y padre de Fernando Ortiz de Zárate, fundador de la casa-fuerte de Etxebarri-Zarate en Zuya (Álava). Un descendiente de este, Fernando de Zárate, heredó la jefatura del bando de los oñacinos, enemigos de los gamboínos. Ambos bandos feudales se enfrentaron en una batalla, la del Zadorra, que supuso la victoria de los oñacinos pero en la que perdió la vida Fernando Ortiz de Zárate, llamado El Valeroso. El blasón de armas familiar identificado con el apellido, diez panelas de sinople (verde) sobre campo de gules (rojo), representa las aguas del río teñidas de sangre a raíz de la batalla. El apellido Zárate tiene el mismo linaje.
El toponómico euskérico zarate, tiene dos componentes. El primero es zara, que se traduce al castellano por bosque o jaral. El segundo componente es ate, que significa paso, puerta, garganta o estrechadura de un valle, desfiladero. Por lo tanto, zarako atea, contraído zarate, significa paso de bosque. El patronímico Ortiz es un apellido español extendido que también tiene origen vasco: es el equivalente euskérico del castellaño Ordóñez (es decir, Fortúniz, hijo de Ordoño o  Fortún).

## Unidades militares
- La Bandera de Infantería Protegida «Ortiz de Zárate» III de la Brigada Paracaidista del Ejército de Tierra de España, denominada así en honor de Antonio Ortiz de Zárate.
- El Tercio «Ortiz de Zárate», un tercio requeté formado durante la guerra civil española y denominado así en honor del coronel Joaquín Ortiz de Zárate López.